# El Carmen, Tamaulipas
El Carmen är en ort i Mexiko.   Den ligger i kommunen Tula och delstaten Tamaulipas, i den centrala delen av landet, 400 km norr om huvudstaden Mexico City. El Carmen ligger 1 163 meter över havet och antalet invånare är 303.
Terrängen runt El Carmen är varierad. Runt El Carmen är det glesbefolkat, med 10 invånare per kvadratkilometer. Närmaste större samhälle är Tula, 12,2 km sydost om El Carmen. Omgivningarna runt El Carmen är i huvudsak ett öppet busklandskap.